# 勒萨佩昂沙特勒斯
勒萨佩昂沙特勒斯（法語：Le Sappey-en-Chartreuse，發音：[lə sapɛ ɑ̃ ʃaʁtʁøz]，意为“在沙特勒斯山区的勒萨佩”）是法国伊泽尔省的一个市镇，位于该省中部，省会格勒诺布尔市区以北的山上，属于格勒诺布尔区。

## 地理
勒萨佩昂沙特勒斯（45°15'45"N, 5°46'41"E）面积15.13 平方千米，位于法国奥弗涅-罗讷-阿尔卑斯大区伊泽尔省，该省份为法国东南部内陆省份，北起顺时针与安省、萨瓦省、上阿尔卑斯省、德龙省、阿尔代什省、卢瓦尔省和罗讷省。
与勒萨佩昂沙特勒斯接壤的市镇（或旧市镇、城区）包括：圣皮埃尔-德沙特勒斯、比维耶、科朗、梅朗、凯昂沙特勒斯、圣伊米耶、萨尔瑟纳。
勒萨佩昂沙特勒斯的时区为UTC+01:00、UTC+02:00（夏令时）。

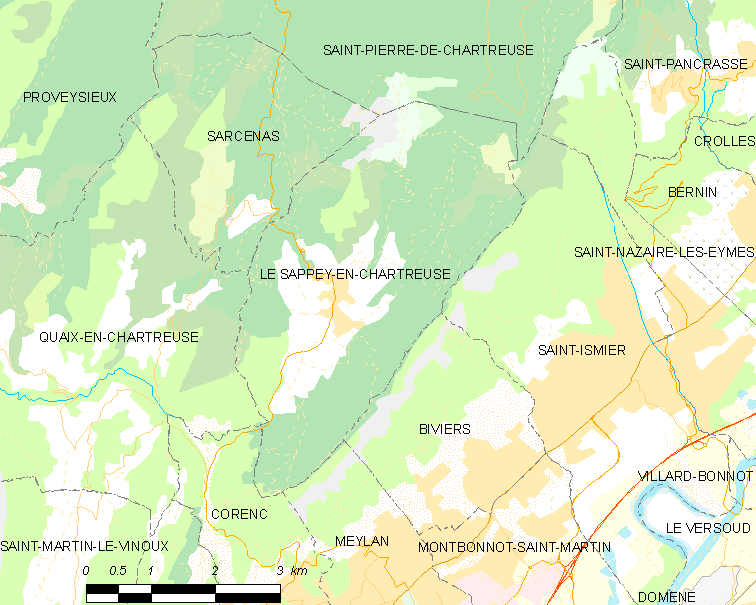
勒萨佩昂沙特勒斯的OSM定位图

## 行政
勒萨佩昂沙特勒斯的邮政编码为38700，INSEE市镇编码为38471。

## 政治
勒萨佩昂沙特勒斯所属的省级选区为梅朗县。

## 人口

1962-2008年间勒萨佩昂沙特勒斯人口变化图示

勒萨佩昂沙特勒斯于2022年1月1日时的人口数量为1154人。